# Genola (Utah)
Genola è una città degli Stati Uniti d'America, situata nello Stato dello Utah, nella Contea di Utah.